# Ernst Ludwig Kirchner
Ernst Ludwig Kirchner (6. května 1880 – 15. června 1938) byl německý expresionistický malíř, grafik a sochař. Byl jedním ze čtveřice zakladatelů umělecké skupiny Die Brücke a její čelný představitel, během první světové války se dobrovolně přihlásil do armády, ale byl propuštěn. Po nástupu nacismu v Německu byl zakázán jako zvrhlý umělec a roku 1937 bylo 639 jeho děl vládou prodáno nebo zničeno. O rok později spáchal sebevraždu ve Švýcarsku.

## Život

### Mládí a studia
Ernst Ludwig Kirchner se narodil v bavorském Aschaffenburgu. Jeho otec Ernest byl chemický inženýr, matka Elise pocházela z podnikatelské rodiny v Braniborsku. V 80. letech se mu narodili dva bratři. Roku 1890 se rodina přestěhovala do Saské Kamenice.
V roce 1901 začal studovat architekturu na Königliche Technische Hochschule v Drážďanech. Škola nabízela řadu dalších studijních možností krom architektury, jako kreslení od ruky, perspektivní kreslení a historii umění. Zde se také stal blízkým přítelem Fritze Beyla, se kterým se seznámil v prvním semestru. Spolu diskutovali o umění a studovali přírodu, přičemž se ukázalo, že mají společné radikální názory. Mezi lety 1903–1904 studoval Kirchner v Mnichově. Mnoho času strávil návštěvami muzeí a výstav, během návštěvy Norimberku ho zaujaly grafiky Albrechta Dürera. V roce 1905 se vrátil do Drážďan, aby dokončil studium.

### Die Brücke

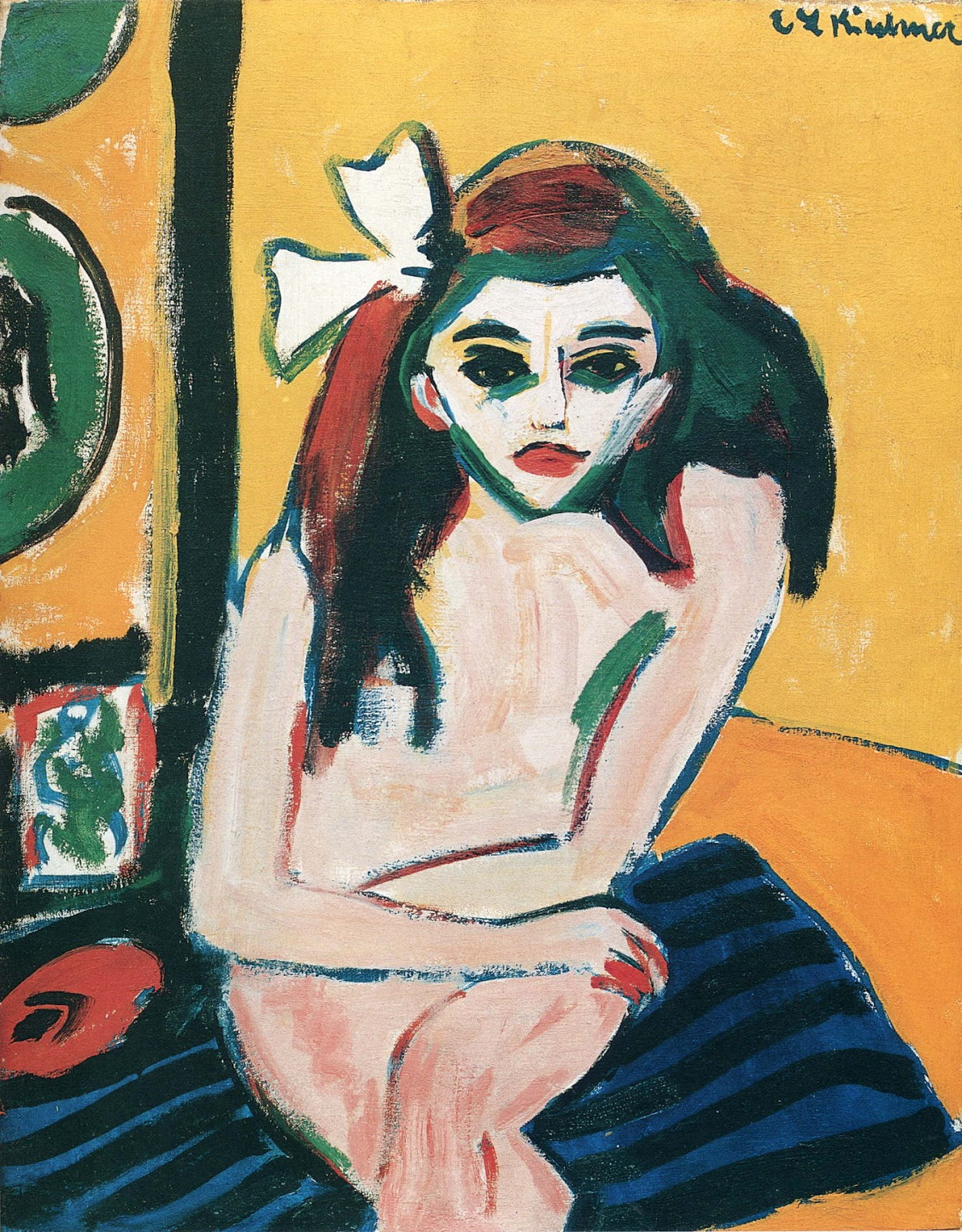
Akt Marzella z roku 1909, pózuje Lina Franziska Fehrmannová

7. června 1905 založil spolu s Bleylem a dvěma dalšími studenty architektury, Karlem Schmidtem-Rottluffem a Erichem Heckelem, uměleckou skupinu Die Brücke (Most). Také se rozhodl pro dráhu výtvarného umělce. Jednotícím prvkem této skupiny bylo odmítnutí tehdejšího teoretického akademismu a nalezení nového uměleckého vyjádření, které by vybudovalo most mezi minulostí a současností. Mezi znovuobjevené výtvarné prostředky patřila starší tiskařská technika dřevorytu. V roce 1906 byl vydán manifest skupiny, který z větší části vytvořil právě Kirchner. Specifický umělecký styl, který tato skupina vytvořila, se dnes nazývá expresionismus.
Kirchnerův ateliér v Berliner Strasse 60 se stal místem, kde neplatily společenské konvence, což zahrnovalo i volnou lásku a nuditu. Modelky pro skupinové malby byly vybírány z různých sociálních vrstev. Malíři zpočátku tvořili tzv. čtvrthodinové akty, kdy museli během této doby skicu dokončit, pak si měnili místa. Tak vzniklo někdy až sto obrázků denně. Měla se tak posílit spontánnost kresby; to bylo preferováno před najímáním profesionálek. První výstava skupiny proběhla v září 1906 v továrně na lampy K. M. Seiferta a tematicky byla zaměřena především na ženské akty.
Roku 1907 se Kirchner seznámil s Doris Großeovou, která se stala jeho oblíbeným modelem a přítelkyní zároveň až do jeho odchodu do Berlína v roce 1911. V letech 1907 až 1911 pobýval Kirchner v létě střídavě v Moritzburgu u Drážďan a na ostrově Fehmarn spolu s dalšími členy skupiny, z tohoto období pochází převážně ženské akty v přírodní scenérii. Roku 1908 uviděl na výstavách poprvé na vlastní oči obrazy fauvistů a van Gogha. Jeho první dřevěné plastiky pocházejí z roku 1909. V roce 1911 také spolu s Otto Muellerem navštívil české expresionisty z bývalé skupiny Osma v Mníšku pod Brdy.
Poté se celá skupina přesunula do Berlína, kde Kirchner založil spolu s Maxem Pechsteinem soukromou školu MUIM-Institut (Moderner Unterricht im Malen – Moderní metody v malování). Tento projekt se nesetkal s úspěchem a byl zrušen následujícího roku 1912, protože se přihlásili jen dva žáci. V této době se spřátelil s Alfredem Döblinem, kterého portrétoval. Poznal také Ernu Schillingovou a její sestru Gerdu. Poměr s Ernou , kterou si ovšem nikdy nevzal, trval až do konce jeho života.

### Samostatná kariéra

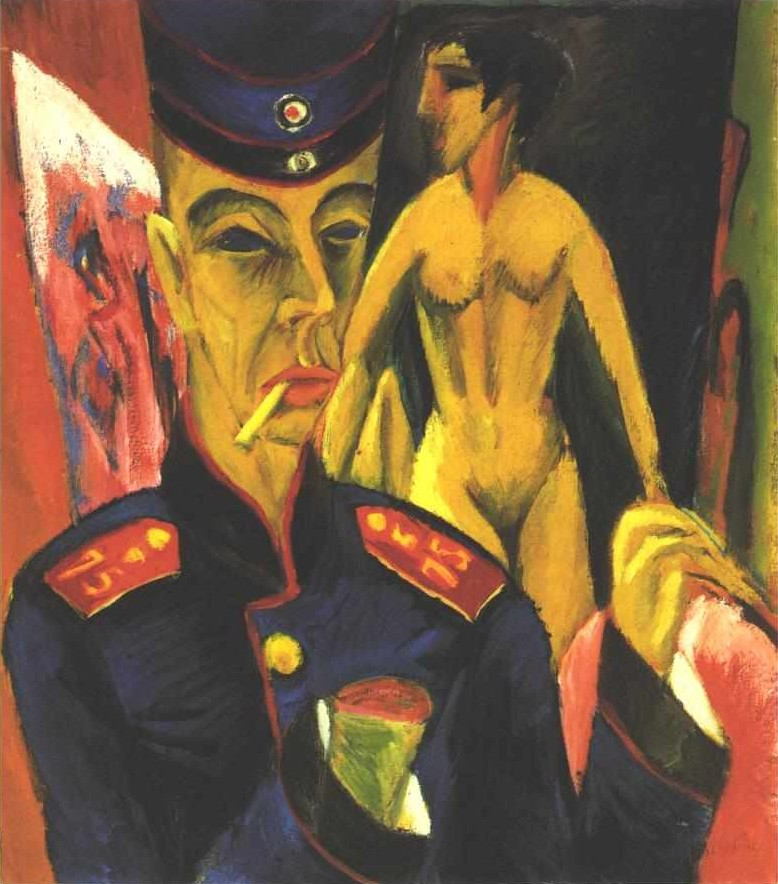
Autoportrét jako voják – umělec se v roce 1915 zobrazil jako válečný veterán bez ruky ačkoli měl obě ruce v pořádku

Roku 1913 napsal Kirchner Chronik der Brücke, ve které neúměrně vyzdvihl svůj podíl na založení, programu a činnosti skupiny. To vedlo k rozpuštění die Brücke. V této době také začíná sám vystavovat, nejprve v essenském Museum Folkwang. Další dvě léta se věnoval malbě „Großstadtbilder“ (obrazů velkoměsta), zachycujících Berlín, kde hrají nezanedbatelnou roli prostitutky, tehdy nazývané kokoty. Ve stejném roce vystavoval na Armory Show, což byla vůbec první velká výstava v Americe představující moderní umění.

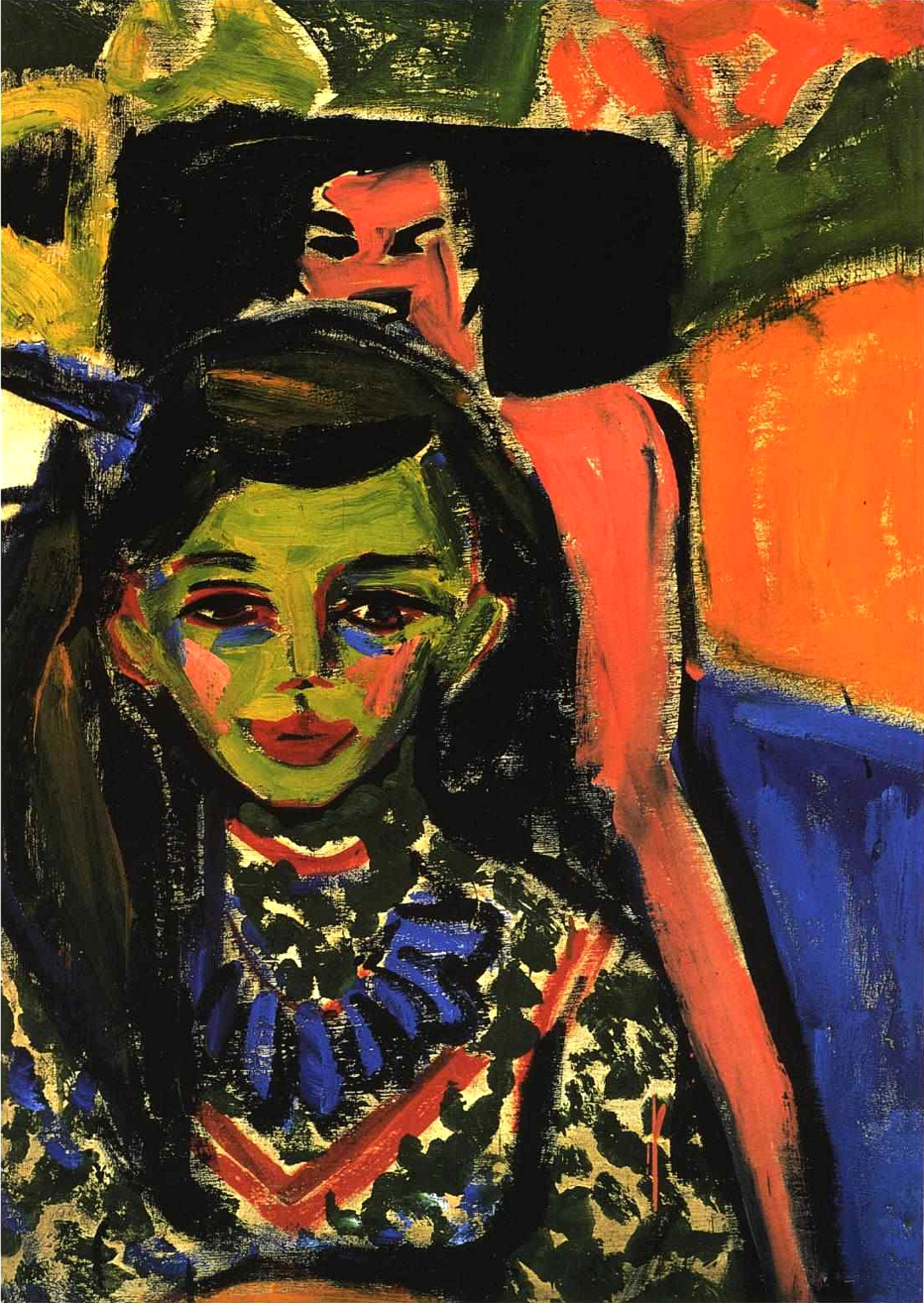
Fränzi před vyřezávanou židlí zachycuje Kirchnerův obdiv ke kubismu

Po vypuknutí první světové války se Kirchner s Ernou vrátili z baltského Fehmarnu, který byl prohlášen za militarizovanou zónu, do Berlína. Kirchner s hrůzou očekával povolávací rozkaz a obavy utápěl v absintu, podle Erny až litru denně. Aby se vyhnul osudu pěšáka na frontě, přihlásil se, podle svých slov jako nedobrovolný dobrovolník, ke službě řidiče u polních dělostřelců. Po dvou měsících základního výcviku v Halle se ale v září 1915 nervově zhroutil a byl z armády propuštěn. Následně se dva roky léčil v sanatoriích v Königsteinu v Taunusu, Charlottenburgu a Davosu. V reakci na trauma války namaloval autoportrét, v kterém se stylizoval do role vojáka s amputovanou rukou.
V roce 1918 se usadil v horské chatě "In den Lärchen" (V modřínech) v osadě Frauenkirch (místní část Davosu), zde maloval především horské motivy. Jeho věhlas vzrůstal s několika výstavami pořádanými v Německu a Švýcarsku v roce 1920. V roce 1923 se přestěhoval do prostornějšího statku rovněž ve Frauenkirch s názvem "Wildboden". Galerie umění v Basileji uspořádala obsáhlou výstavu Kirchnerových děl, načež založili švýcarští malíři Paul Camenisch, Albert Müller a Hermann Scherer spolek „Rot-Blau“ (červená-modrá).
V roce 1926 se Kirchner poprvé vrátil do Německa. Navštívil Frankfurt nad Mohanem, Saskou Kamenici, Drážďany a Berlín. Cestu do vlasti si zopakoval ještě roku 1929. Po zbytek desetiletí malířova sláva notně vzrůstala: vyšla o něm monografie, v roce 1926 byla vydána část jeho grafik, dostal zakázku na nástěnnou malbu pro Museum Folkwang v Essenu, která se ale nerealizovala. V roce 1928 vystavoval na benátském Biennale a v roce 1931 se stal členem Pruské akademie umění. Roku 1933 mu Kunsthalle Bern uspořádala velkou retrospektivu.

### Zvrhlý umělec
Hluboká deziluze se Kirchnera zmocnila poté, co se vlády v Německu chopili nacisté a označili jeho dílo jako zvrhlé umění. Byla mu doporučena rezignace v akademii umění, v roce 1937 bylo přes 600 jeho obrazů zabaveno z veřejných německých museí a vydraženo nebo zničeno. 32 jeho obrazů bylo součástí mnichovské výstavy Zvrhlé umění. Pod tlakem těchto okolností spolu s anšlusem Rakouska, kterým se nacisté dostali ještě blíže k jeho domovu spáchal sebevraždu střelou do srdce. Z dopisů mezi Kirchnerem a jeho lékařem Frédéricem Bauerem vyplývá, že za sebevraždou mohlo být také snižování dávek morfia, na kterém byl závislý od roku 1932.

## Odkaz
K rehabilitaci Kirchnerova díla došlo v Německu po roce 1945. Jedna retrospektivní výstava byla pořádána Národní galerii v Berlíně a rovněž v dalších městech u příležitosti stého výročí umělcova narození. Roku 1992 bylo v místě posledních let umělcova života zřízeno Kirchner Museum v Davosu, které obsahuje největší sbírku Kirchnerova díla mimo Německo. V Německu drží největší sbírku Städel Museum ve Frankfurtu.
V Americe byla Kirchnerovi věnovaná velká výstava v roce 1992 pořádaná National Gallery of Art, mezinárodní výstava z vypůjčených děl proběhla v roce 2003. V roce 2006 byl v Christie's vydražen obraz z řady Berlínských pouličních scén (1913) za 38 milionů USD, což je umělcův rekord. V roce 2008 pořádalo Museum of Modern Art výstavu „snad zahrnující to nejlepší z jeho díla“.